# Polveroso
Polveroso (kors. U Pulverosu) – miejscowość i gmina we Francji, w regionie Korsyka, w departamencie Górna Korsyka.
Według danych na rok 1990 gminę zamieszkiwało 21 osób, a gęstość zaludnienia wynosiła 11 osób/km².